# Bojary (rejon nieświeski)
Bojary (biał. Баяры, Bajary; ros. Бояры, Bojary) – wieś na Białorusi, w obwodzie mińskim, w rejonie nieświeskim, w sielsowiecie Lipa, nad Snówką.

## Historia
W XIX i w początkach XX w. położone były w Rosji, w guberni mińskiej, w powiecie nowogródzkim, w gminie Snów.
W dwudziestoleciu międzywojennym leżały w Polsce, w województwie nowogródzkim, w powiecie nieświeskim, w gminie Snów. W 1921 miejscowość liczyła 242 mieszkańców, zamieszkałych w 42 budynkach, w tym 186 Polaków i 56 Białorusinów. 231 mieszkańców było wyznania prawosławnego i 11 rzymskokatolickiego.
Po II wojnie światowej w granicach Związku Sowieckiego. Od 1991 w niepodległej Białorusi.